# Supachai Panitchpakdi
Supachai Panitchpakdi, né le 30 mai 1946 à Bangkok, est un professeur et homme politique thaïlandais. Il est directeur général de l'OMC entre le 1er septembre 2002 et le 31 août 2005, puis secrétaire général de la Conférence des Nations unies sur le commerce et le développement de 2005 à 2013.

## Biographie
De 1963 à 1973, avec une bourse de la Banque de Thaïlande, il suit des études couronnées par une maîtrise en économétrie et planification du développement et un doctorat en planification économique et développement à l’École d’économie des Pays-Bas (aujourd’hui l'université Érasme à Rotterdam. En 1973, il termine son mémoire de doctorat sur la planification des ressources humaines et le développement sous la supervision du professeur Jan Tinbergen, le premier lauréat du prix dit Nobel d’économie.
En 1974, Supachai Panitchpakdi rejoint la Banque de Thaïlande, où il travaille à divers postes pendant douze ans.
De 1986 à 1986, il est vice-ministre des Finances, et de 1998 à 1992, président de la Banque militaire thaïlandaise. De 1992 à 1995, il est vice-Premier ministre et à ce titre, il est directement responsable de la participation de la Thaïlande aux négociations commerciales multilatérales du cycle d'Uruguay, y compris en ce qui concerne leur ratification et mise en œuvre ultérieures.
En novembre 1997, durant la crise économique qui touche l'Asie, il est nommé vice-Premier ministre et ministre du Commerce politiques économiques de la Thaïlande, et participe notamment à l'élaboration des plans nationaux de développement économique et social.
En septembre 1999, il est désigné par anticipation comme directeur général de l'Organisation mondiale du commerce pour un mandat de trois ans qu'il exerce entre le 1er septembre 2002 et le 31 août 2005. Il est ensuite secrétaire général de la Conférence des Nations unies sur le commerce et le développement de 2005 à 2013.

## Distinctions
En 1995, l'Institut national pour l'administration du développement lui a décerné le titre de docteur honoris causa en développement économique.